# Lukáš Pellegrini
Lukáš Pellegrini (* 10. května 1988 Žiar nad Hronom) je slovenský fotbalový záložník v současnosti působící v FK Pohronie.

## Fotbalová kariéra
Svou fotbalovou kariéru začal v Sokol Repište. Mezi jeho další kluby patří: FC Nitra, FC ViOn Zlaté Moravce, FK Žiar nad Hronom, MFK Lokomotíva Zvolen, FK LAFC Lučenec, FC ŠTK 1914 Šamorín, TJ Spartak Myjava a FK Pohronie.
V prosinci 2013 mu skončilo hostování ve Spartaku Myjava.

## Politická kariéra
V krajských volbách na Slovensku v roce 2022 byl zvolen poslancem Banskobystrického kraje a v komunálních volbách také poslancem města Banská Štiavnica. V parlamentních volbách v roce 2023 kandidoval na 150. (tj. posledním) místě kandidátní listiny strany HLAS-SD. Získal 7 639 hlasů, ale nebyl zvolen.
V lednu 2025 se stal předsedou krajské organizace strany HLAS-SD v Banskobystrickém kraji, když ve funkci nahradil poslance Romana Malatince, který ze strany odešel. V červnu 2025 se navíc stal místopředsedou strany.

## Osobní život
Je bratrancem slovenského prezidenta Petera Pellegriniho.